# Le Souper à Emmaüs (Le Caravage, Milan)
Vous lisez un « article de qualité » labellisé en 2018.
Ne doit pas être confondu avec Le Souper à Emmaüs de Caravage, version de 1601 (Londres).
Pour les articles homonymes, voir La Cène d'Emmaüs.
Le Souper à Emmaüs est un tableau de Caravage peint en 1606 et conservé à la pinacothèque de Brera de Milan depuis 1939. Il représente l'instant où le Christ ressuscité, attablé avec les pèlerins d'Emmaüs, leur révèle son identité : c'est donc une scène biblique, conforme aux Évangiles et en particulier à celui selon saint Luc. C'est la seconde version de ce thème que réalise le peintre lombard après celle datant de 1601 conservée à la National Gallery de Londres : pour bon nombre de critiques et historiens de l'art, la comparaison entre les deux œuvres — pourtant produites à seulement cinq années d'écart — est riche d'enseignements car elle illustre parfaitement l'évolution radicale de son style.
La réalisation du tableau coïncide avec la période où Caravage doit fuir la ville de Rome, où sa vie est menacée puisqu'il vient d'y tuer un homme lors d'une rixe de rue. La toile est acquise par le marquis Costanzo Patrizi, sans doute par l'intermédiaire du banquier Ottavio Costa. C'est une œuvre sombre et méditative, typique de la toute fin de la période romaine de Caravage et qui annonce la manière tardive du peintre lombard : sa palette s'assombrit, la profondeur spatiale de sa composition se réduit, les éléments de nature morte disparaissent presque ; le contraste stylistique avec sa première version de la scène, réalisée seulement cinq ans plus tôt, est saisissant.

## Historique
Ce tableau est peint par Caravage lors de son séjour à Palestrina ou Zagarolo dans un des palais de la famille Colonna où il trouve refuge après sa fuite de Rome à la suite de l'assassinat de Ranuccio Tommasoni. Giulio Mancini et Giovanni Pietro Bellori, deux des premiers biographes du peintre, mentionnent cette œuvre comme faisant partie de celles que Caravage produit au début de son exil. Toutefois, certains chercheurs estiment que le tableau fait plutôt partie des productions les plus tardives de la période romaine de Caravage — et donc qu'il précède de très près la fuite et l'exil. Dans un cas comme dans l'autre, l'année 1606 est quasi-unanimement retenue comme celle de la création du tableau.

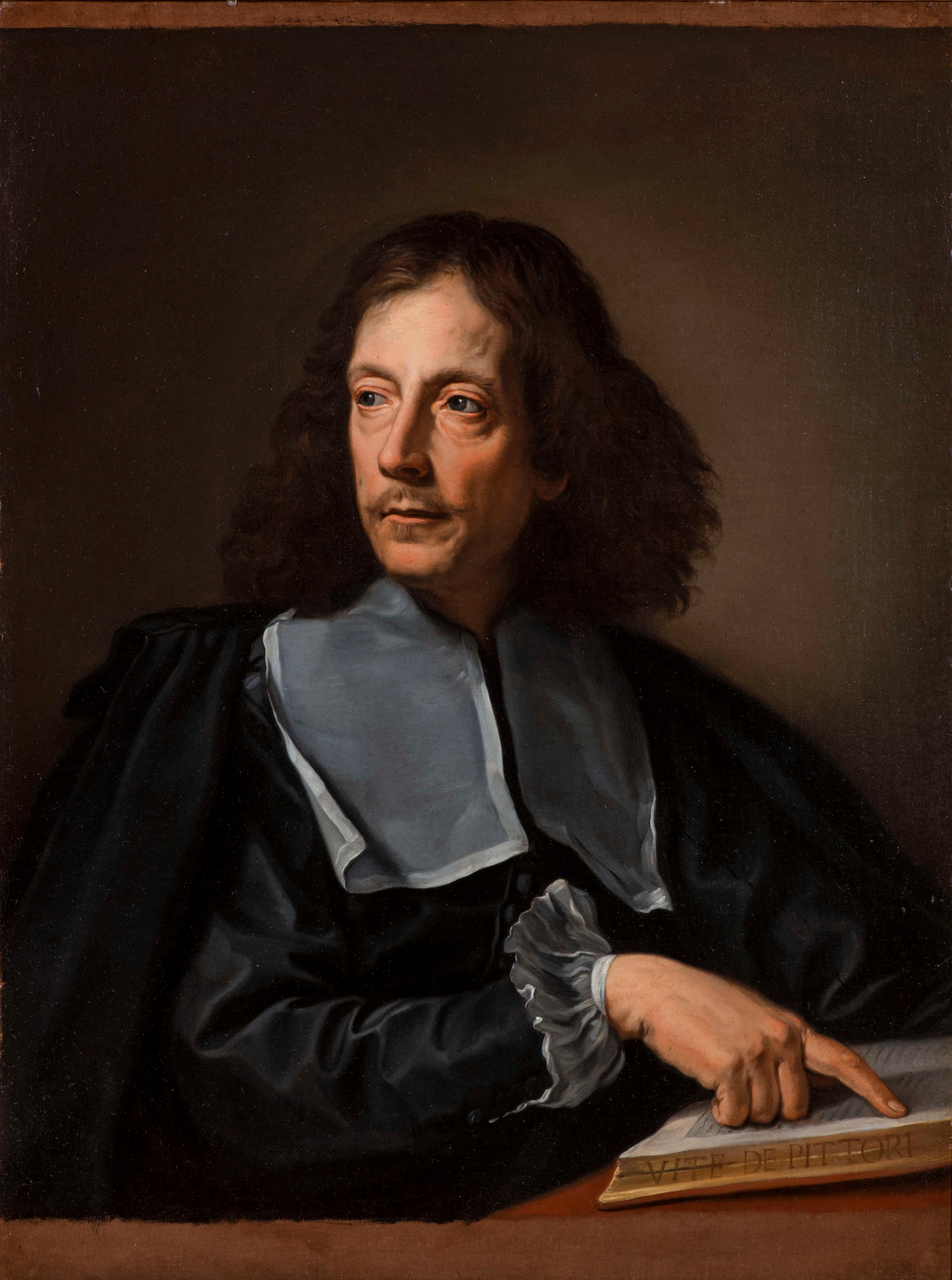
Bellori, l'un des tout premiers biographes de Caravage, décrit avec précision le tableau destiné au marquis Patrizi.
Portrait par Carlo Maratti, 1672-73 (coll. Briganti).

Le commanditaire direct pourrait être le banquier Ottavio Costa, puisque Mancini le cite comme étant le premier acquéreur du tableau, qui se retrouve en tout cas rapidement en possession du marquis Costanzo Patrizi, à Rome : un inventaire de 1624 en atteste, et lui attribue la valeur très élevée de 300 scudi. Ottavio Costa — bien que très friand lui-même des œuvres de Caravage — pourrait donc n'être qu'un intermédiaire, le véritable commanditaire étant alors le marquis Patrizi. Il est possible, par ailleurs, que Costa fasse exécuter une copie du tableau pour sa collection personnelle, car un inventaire de ses biens en 1639 révèle l'existence d'un tableau de thème similaire mais sans mention d'auteur.
Costanzo Patrizi, malgré son jeune âge, a les faveurs du pape Paul V qui l'a désigné trésorier général : il est à l'origine de la fortune de la branche romaine de la famille Patrizi, et il se constitue une remarquable collection d'art dont l'inventaire de 1624 (effectué après sa mort soudaine) est effectué par le cavalier d'Arpin et témoigne d'une richesse extraordinaire,. Giovanni Pietro Bellori, lorsqu'il publie en 1672 son ouvrage sur les Vies des peintres, sculpteurs et architectes modernes, indique très explicitement que le tableau est destiné au « marquis Patrizi » et le décrit en détail.
Au terme d'une longue période d'oubli, c'est au début du XXe siècle (en 1912) que l'historien et critique d'art Lionello Venturi réattribue la toile à Caravage,. Le descendant de Costanzo, le marquis Patrizio Patrizi, la vend en 1939 à l'association des Amis de Brera pour qu'elle soit exposée en musée. À cette occasion, un travail de restauration permet d'effectuer un nettoyage, ainsi que d'ôter une bande de toile qui avait été ajoutée sur la partie supérieure pour atténuer l'impression d'un espace restreint.

## Description

### Source évangélique
Cette scène issue du Nouveau Testament (rapidement évoquée par saint Marc ; mais beaucoup plus en détail par saint Luc) est traitée à la lettre par Caravage : Jésus, ayant ressuscité après sa crucifixion, est réputé apparaître à deux de ses disciples mais sous d'autres traits que ceux qu'il avait jusqu'alors. Après avoir conversé avec eux le long de la route qui les mène à Emmaüs, le soir venu, tous trois s'arrêtent pour se restaurer : c'est alors le moment de la révélation traité par le tableau.

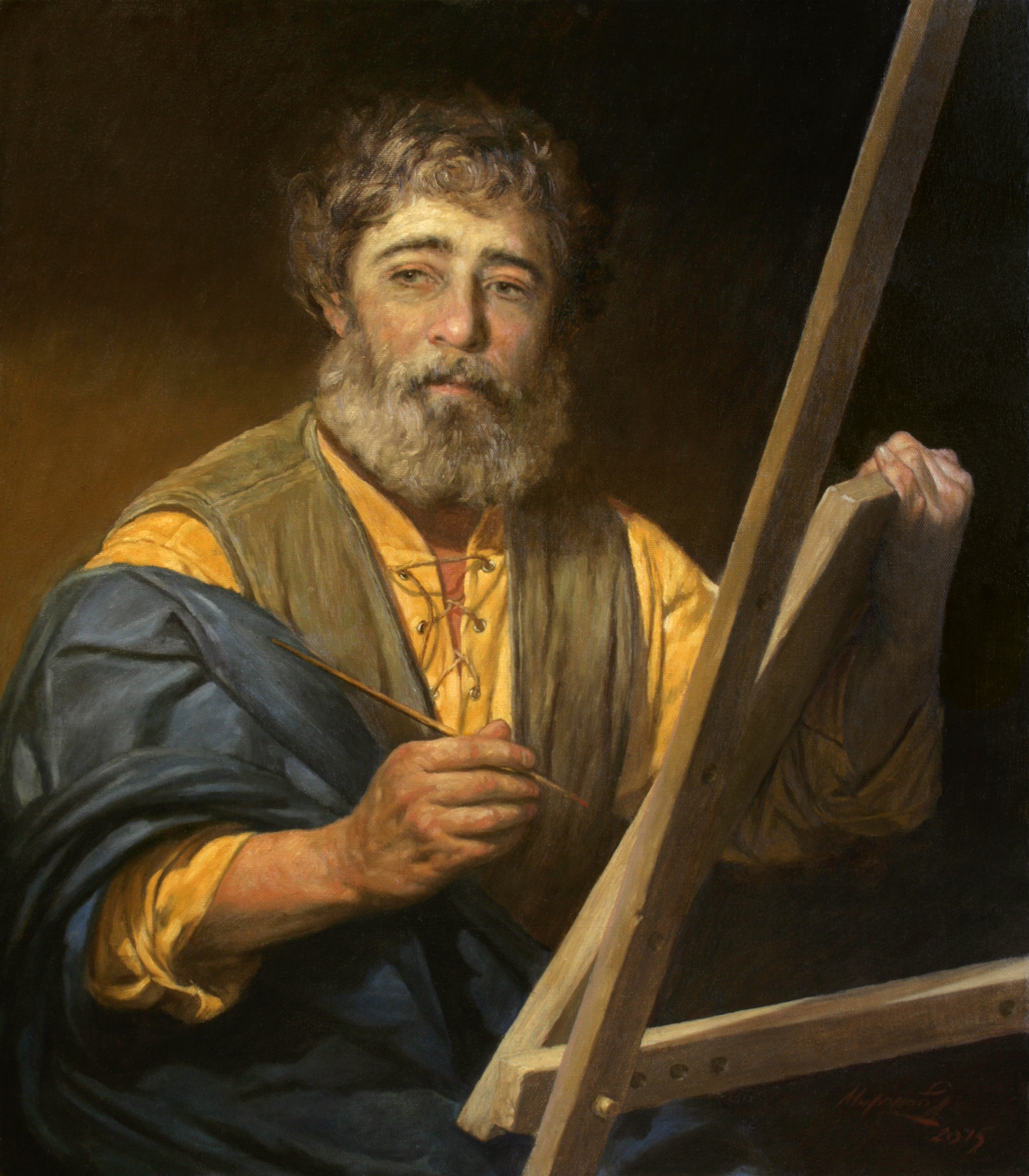
Saint Luc (patron des peintres) raconte en détail la scène d'Emmaüs dans son évangile : peut-être en est-il lui-même l'un des protagonistes.
Tableau d'A.Mironov (2015).

« Pendant qu’il était à table avec eux, il prit le pain ; et, après avoir rendu grâces, il le rompit, et le leur donna. Alors leurs yeux s’ouvrirent, et ils le reconnurent ; mais il disparut de devant eux. »

— Évangile selon saint Luc : 24, 13 (traduction L.Segond).

### Personnages
La scène suit la tradition vénitienne de la composition centrale héritée de Titien et de Véronèse. Le Christ assis à table, vu de face, est entouré de deux de ses disciples ; l'aubergiste et sa femme — ou une vieille servante — se tiennent debout derrière à droite, tous le regardent. Il présente un aspect sombre, mûr et méditatif. Les deux disciples témoignent physiquement de leur stupéfaction : celui de gauche lève les bras dans un geste emphatique tandis que celui de droite s'agrippe au rebord de la table et se penche en avant. Néanmoins, leurs attitudes conservent une certaine retenue et n'ont plus l'ampleur démonstrative du tableau de Londres. Rien ne dit que les aubergistes, pour leur part, saisissent réellement ce qui se passe. La figure de la vieille femme est un ajout par rapport à la toile de 1601.

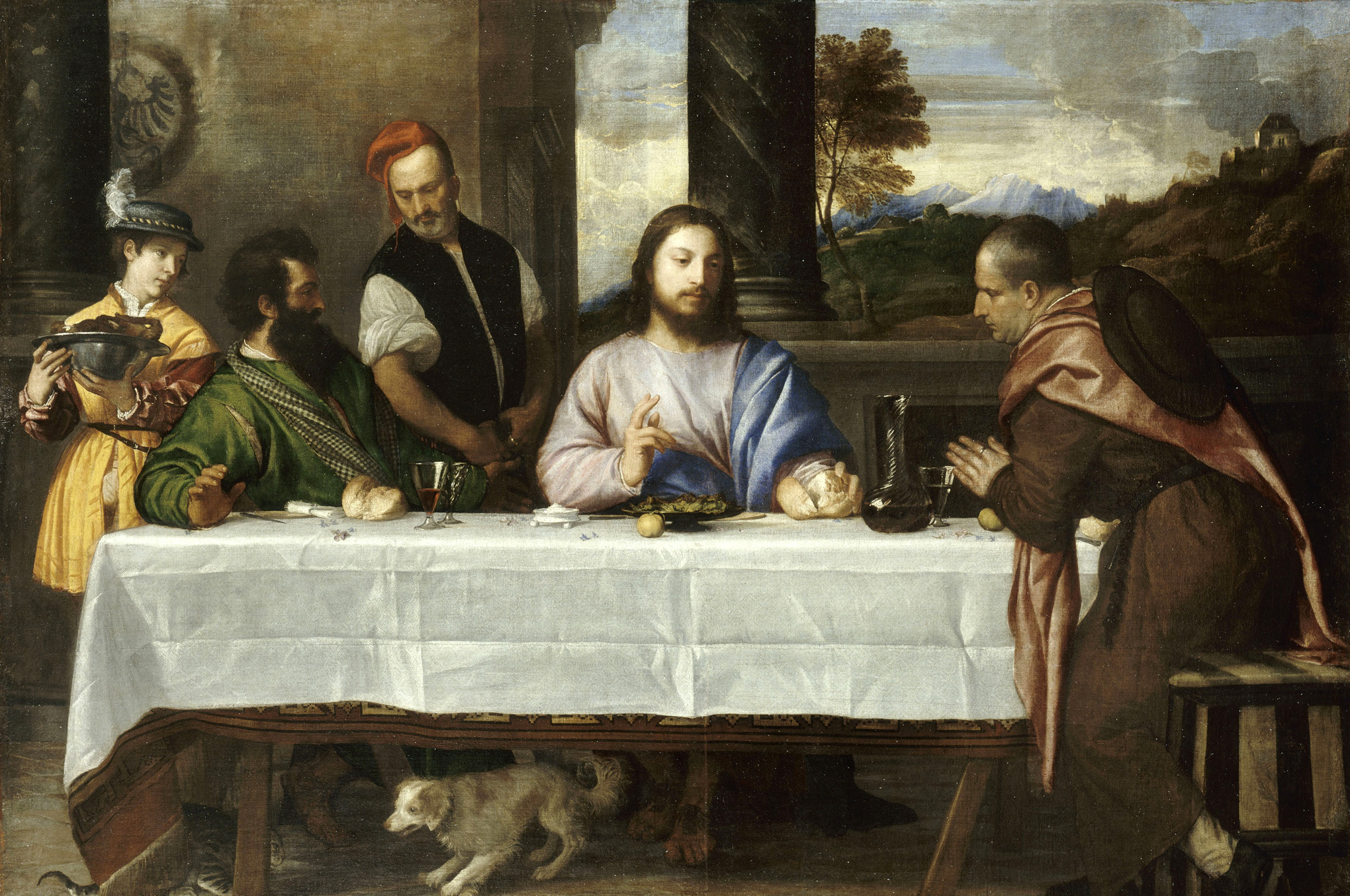
Le Souper à Emmaüs, Titien, 1576 (musée du Louvre).
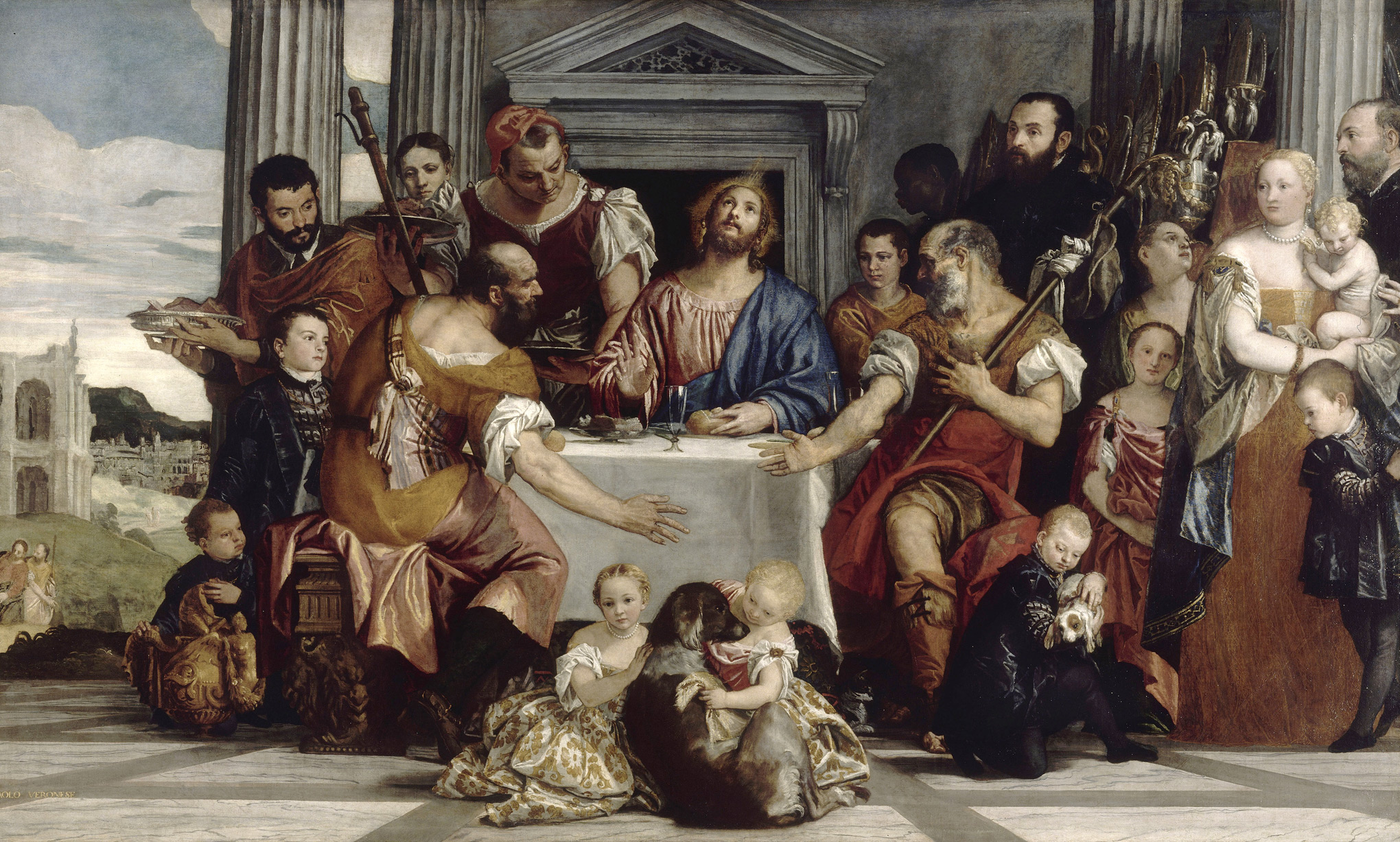
Le Souper à Emmaüs, Véronèse, v.1559 (musée du Louvre).

Les textes évangéliques ne mentionnent que le nom de l'un des deux disciples : Cléophas. Toutefois, la tradition chrétienne attribue couramment au second pèlerin l'identité de Luc l'évangéliste lui-même, qui par un effet de modestie aurait évité de se nommer dans cette scène. Cette tradition, issue de la Légende dorée de Jacques de Voragine, est rappelée par l'historien de l'art italien Rodolfo Papa qui souligne également que le nom de Luc peut désigner étymologiquement « celui qui se lève », comme la lumière se lève sur le monde : cette interprétation pourrait permettre d'identifier son personnage dans le tableau de 1601, comme étant le disciple de gauche qui s'apprête à se dresser hors de son siège; et dans le tableau de Milan c'est au contraire le disciple de droite qui serait Luc, déjà à-demi levé en s'appuyant sur la table. Sa main rude et tannée contraste avec celle du Christ, beaucoup plus délicate.

### Accessoires

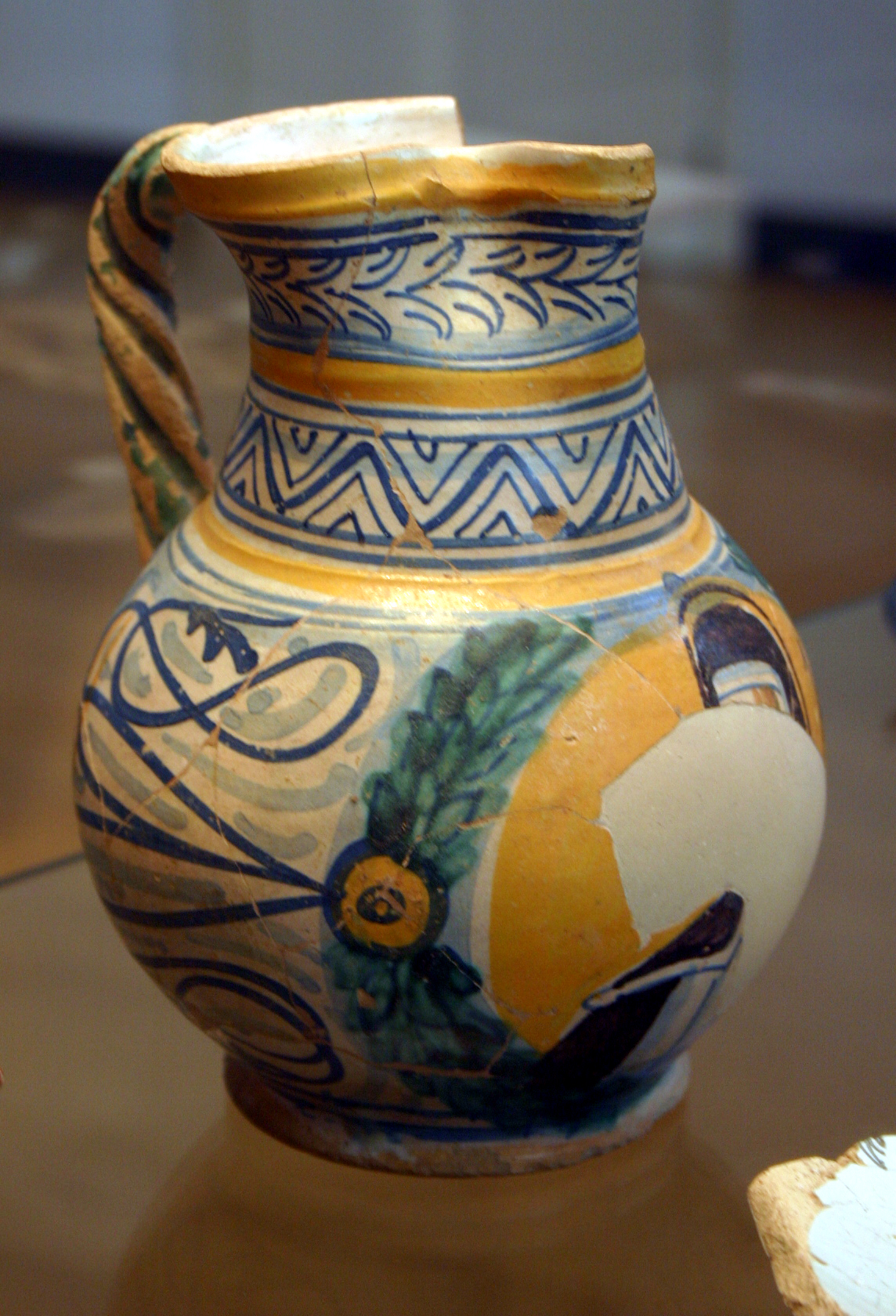
Un broc en majolique tel que Caravage pouvait connaître et représenter au XVIe siècle (antiquarium de Milan).

La table est dressée avec une nappe de tissu blanc qui recouvre un tapis oriental, de type Oushak du nom de la province turque où ces tapis sont tissés à la fin du XVIe siècle. Ce choix de décor peut surprendre, d'une part à cause de la sobriété générale de la scène où fort peu de détails mobiliers apparaissent, mais aussi à cause de ce choix d'un tapis très représentatif de la culture musulmane pour une scène aussi typiquement chrétienne. Caravage peut toutefois s'appuyer sur une tradition picturale déjà bien installée dans l'école vénitienne, qui a largement adopté le motif du tapis d'Orient dès le début du XVIe siècle ; et en Lombardie même, il a pu constater cette pratique par exemple chez Antonio et Vincenzo Campi, de Crémone. Un tel choix peut s'expliquer par un effet naturaliste car la scène évangélique est située dans une région orientale. Par ailleurs, le fait de recouvrir un tapis oriental d'un drap blanc et d'autres symboles eucharistiques pouvait, à l'époque, avoir pour effet iconographique de « christianiser » le tapis et d'éviter ainsi tout soupçon d'hérésie.
Mais le choix d'un tel tapis reste remarquable, car il fait partie des rares accessoires exploités par Caravage dans sa carrière qui ne soient pas des objets courants. Seuls des gens particulièrement riches et cultivés peuvent en être propriétaires à cette période ; de fait, Ottavio Costa en possède sept et Costanzo Patrizi six. Ce n'est donc qu'en accédant à de telles collections privées que Caravage peut avoir connu et donc reproduire de tels motifs.
Sur la table, peu d'ustensiles pour le repas : un plat et une cruche en majolique — un type de porcelaine très en vogue en Italie au XVIe siècle —, ainsi qu'un plat en métal ; la servante tient également un plat en majolique contenant la viande d'agneau, conformément à l'iconographie eucharistique traditionnelle. Contrairement au tapis exotique, les ustensiles en majolique n'ont alors rien de rare ni d'inaccessible : si on ne se base que sur la présence du tapis d'Oushak, la table devrait plutôt être dressée avec des plats en argent. En revanche, l'exécution picturale des porcelaines est de haute qualité et laisse penser que Caravage a pu avoir accès à de très beaux modèles.
C'est la dernière fois dans la carrière de Caravage qu'il prend encore la peine de représenter de manière aussi détaillée des accessoires domestiques qui ne sont pas essentiels à la narration. Certes, il peut y avoir là une tendance naturelle qui se retrouve chez d'autres peintres comme Titien ou Rembrandt lorsqu'ils avancent dans leur carrière, mais l'exil forcé de Caravage accélère sans doute le processus car il se retrouve brutalement éloigné de ses modèles habituels.

## Analyse
Cette seconde version du thème du souper à Emmaüs, solennelle et introspective, est très différente de celle créée à Rome seulement cinq années plus tôt. Il existe pourtant des similitudes entre les deux : la taille des tableaux est sensiblement identique, les figures sont similaires et représentées à la même échelle — même si celle de la femme à droite est un ajout notable — et on retrouve dans chaque tableau, étendus sur la table, une nappe et un tapis turc. Mais le traitement du thème est néanmoins radicalement différent : un changement de style est nettement perceptible, qui annonce la manière tardive de Caravage avec une composition très aérée et une obscurité qui gagne tout le tableau et assourdit la palette,. Le contraste clair-obscur est moins vif et le point de vue du spectateur est situé plus bas, ce qui a pour effet d'accentuer la focale sur la figure du Christ et non pas sur ce qui est placé sur la table.

Les deux versions de la scène du souper à Emmaüs
Version de Londres (1601).
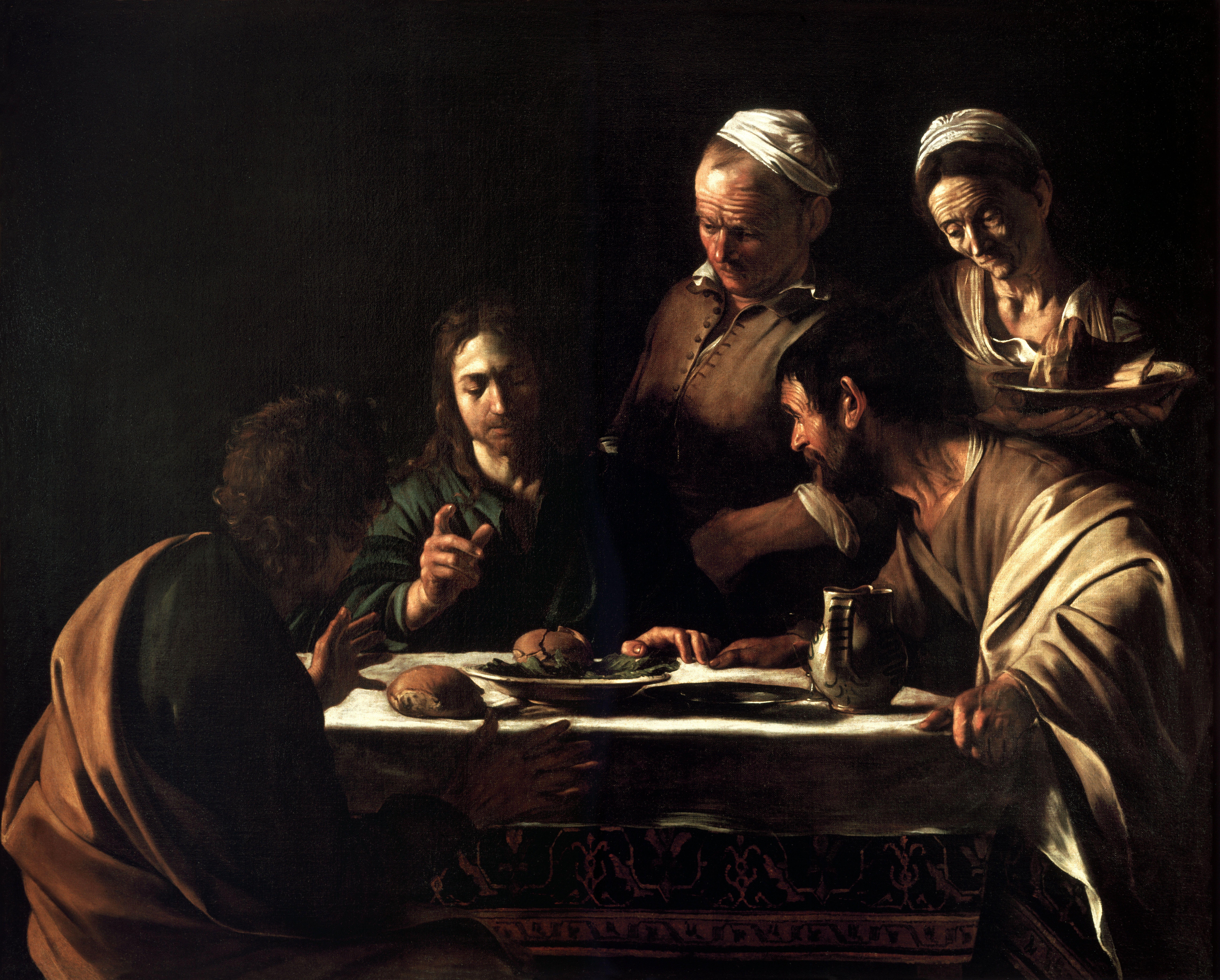
Version de Milan (1606).

Dans cette nouvelle interprétation de la scène, la véhémence des émotions laisse place à une atmosphère nettement plus méditative et la simplicité prend le pas sur la virtuosité : il n'est plus question de nature morte à la corbeille de fruits ni d'effet de trompe-l'œil dans ce décor et sur cette table très sobre. Peut-être y a-t-il de la part du peintre l'intention de souligner l'humilité et la pauvreté propres aux premiers temps de la chrétienté. C'est en tout cas une ambiance triste qui domine dans ce tableau, ce qui semble toucher tout particulièrement la vieille servante. L'instant représenté, bien qu'apparemment semblable à celui de la version de 1601, est en réalité postérieur puisque le pain a déjà été rompu : le geste de bénédiction du Christ renvoie aux derniers instants de la Cène, car selon l'évangile de Luc il s'apprête à disparaître de la vue des deux disciples. Pour le critique d'art Andrew Graham-Dixon, le Christ lui-même semble déjà disparaître dans la pénombre de cette auberge — une sombre perspective, qui peut faire écho à l'angoisse éprouvée par le peintre en cette période extrêmement troublée.
Le peintre travaille en couches minces, d'un pinceau rapide qui, par endroits, laisse même apparent le grain de la toile. Mina Gregori juge même que cette facture rapide est « [parfois sommaire] et à peine plus élaborée qu'une première esquisse ». Les teintes choisies se cantonnent à des tons de terre et d'ocre ; la lumière contraste avec le fond d'un brun sombre semblable à la teinte de préparation. Les gestes sont simplifiés, réduits à l'essentiel, et les personnages moins distincts les uns des autres que dans le tableau précédent ; les aubergistes ne jouent pas un rôle d'équilibrage de la composition, en contrepoint des disciples, mais servent plutôt de témoins à la façon d'un chœur antique. C'est là une approche que Caravage reprend plus tard à plusieurs reprises dans ses œuvres d'exil, comme dans La Décollation de saint Jean-Baptiste. Cette réduction drastique des moyens d'expression permet de focaliser l'attention sur l'aspect essentiellement spirituel de l'épisode d'Emmaüs. Au même titre qu'avec le Saint François méditant peint à la même époque, Caravage manifeste ainsi une évolution dans sa conception de la peinture religieuse.

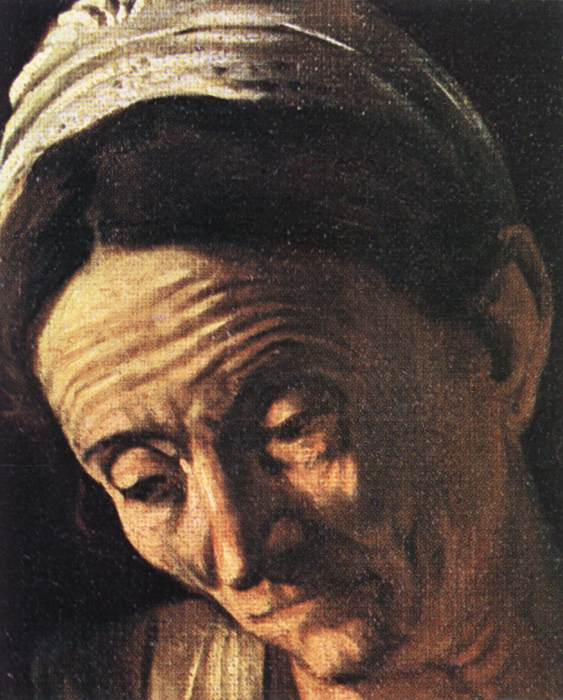
Le visage de la vieille servante est un thème fréquent chez Caravage. Ici, son expression laisse libre cours à diverses interprétations selon les auteurs.

L'artiste s'intéresse surtout aux réactions humaines face à la révélation divine, il prête davantage d'attention qu'auparavant aux aspects psychologiques : ainsi, la vieille servante semble faire montre d'une émouvante compassion — même si des auteurs comme Moir y perçoivent plutôt un effet de distance au monde dû au grand âge, autant voire plus encore que chez la sainte Anne de La Madone des palefreniers (le modèle étant le même); tandis que d'autres comme Schütze y voient une expression tragique qui peut renvoyer aux affres de la Passion. Le Christ, pour sa part, est traité de manière plus conventionnelle qu'en 1601, avec une barbe et un maintien qui lui confèrent davantage de noblesse. Paradoxalement, c'est à une époque où son style iconoclaste et innovant est déjà largement reconnu et recherché que Caravage choisit de revenir à un traitement plus respectueux de la tradition iconographique.

## Postérité
Quelques copies du tableau sont connues : dans le Cheshire en Angleterre, chez un antiquaire new-yorkais et dans la collection Cecconi à Florence.
En 1992, Antigua-et-Barbuda émet un timbre à l'effigie du tableau. En 2010, à l'occasion du 400e anniversaire de la mort de Caravage, les services de la poste des Palaos impriment également un timbre qui reproduit le tableau de Milan. 
En Europe, la république de Saint-Marin crée en 2018 une pièce de collection de 10 euros qui reprend la scène du souper à Emmaüs.
Le musée des beaux-arts de Caen ouvre à la fin de l'année 2015 une exposition consacrée à la comparaison des deux tableaux : L'expérience Caravage, autour du Souper à Emmaüs.
La peinture fait partie du musée imaginaire de l'historien français Paul Veyne, qui le décrit dans son ouvrage justement intitulé Mon musée imaginaire.